# Søværnets Minørtjeneste
|  | Sammenskrivningsforslag Artiklen Søværnets Minørtjeneste er foreslået føjet ind i Søværnets Dykkertjeneste. (Siden juli 2020) Diskutér forslaget |

Søværnets Dykkertjeneste (før 1. januar 2019: Søværnets Minørtjeneste) er en specialuddannet enhed i Søværnet der er uddannet til at bortskaffe søminer og sprængstoffer til søs. Minørtjenesten hører til på Marinestation Kongsøre. 
Søværnets Dykkertjeneste er en integreret del af Ammunitionsrydningstjenesten og har kontinuerligt et hold minører på vagt klar til at rykke ud.